# Bella Mare
La Bella Mare es un condominio residencial de 44 pisos y 169.42 metros de altura, ubicado frente al mar en el sector de Punta Pacífica, Panamá.

## Detalles del edificio
- Es un rascacielos de uso residencial
- Posee 5 ascensores
- Comenzó construcción en el 2006
- Finalizó su construcción el año 2008